# Ferenczy család (nemespanni)

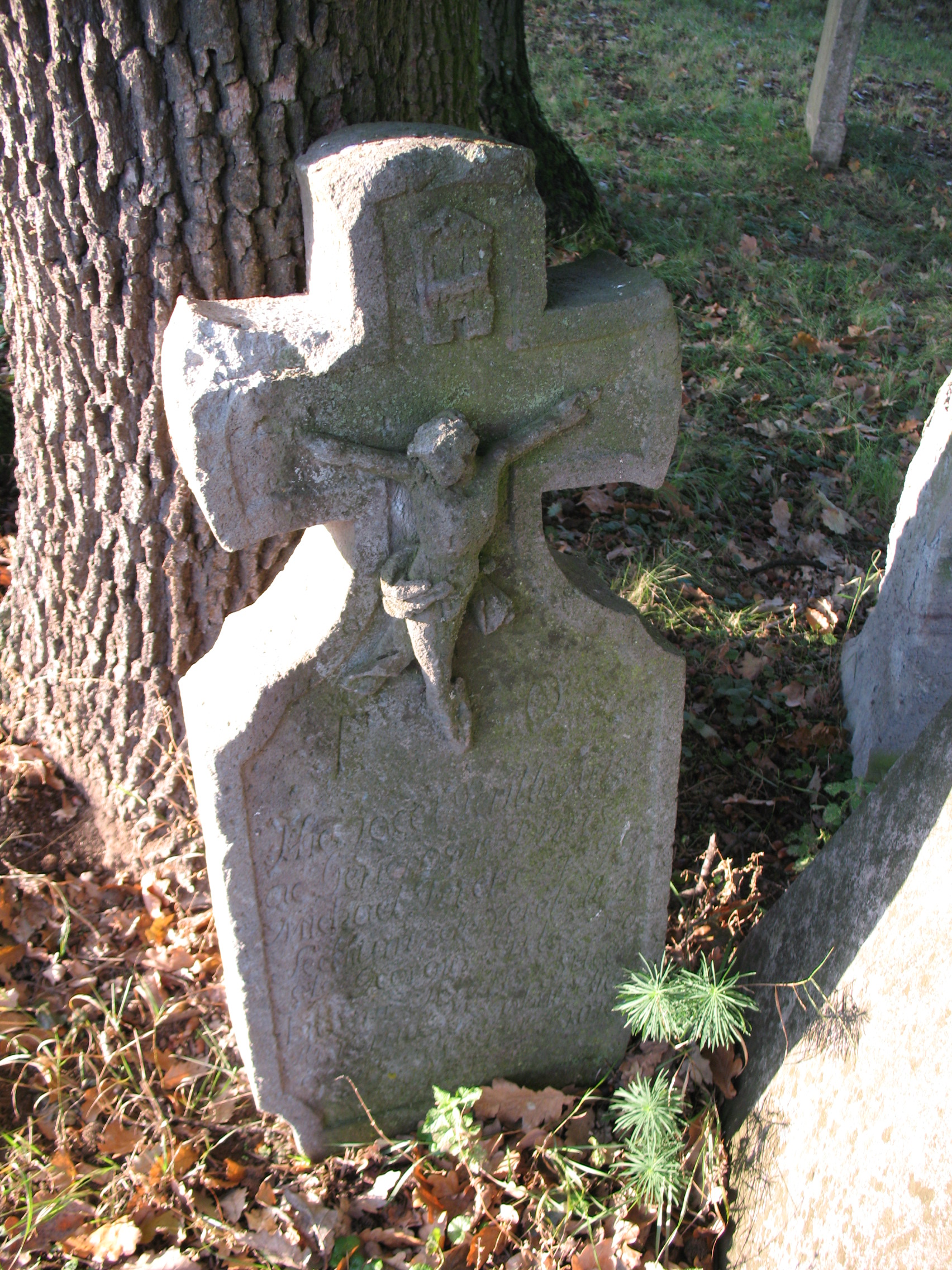
Ferenczy Mihály szolgabíró sírköve a nemespanni temetőben

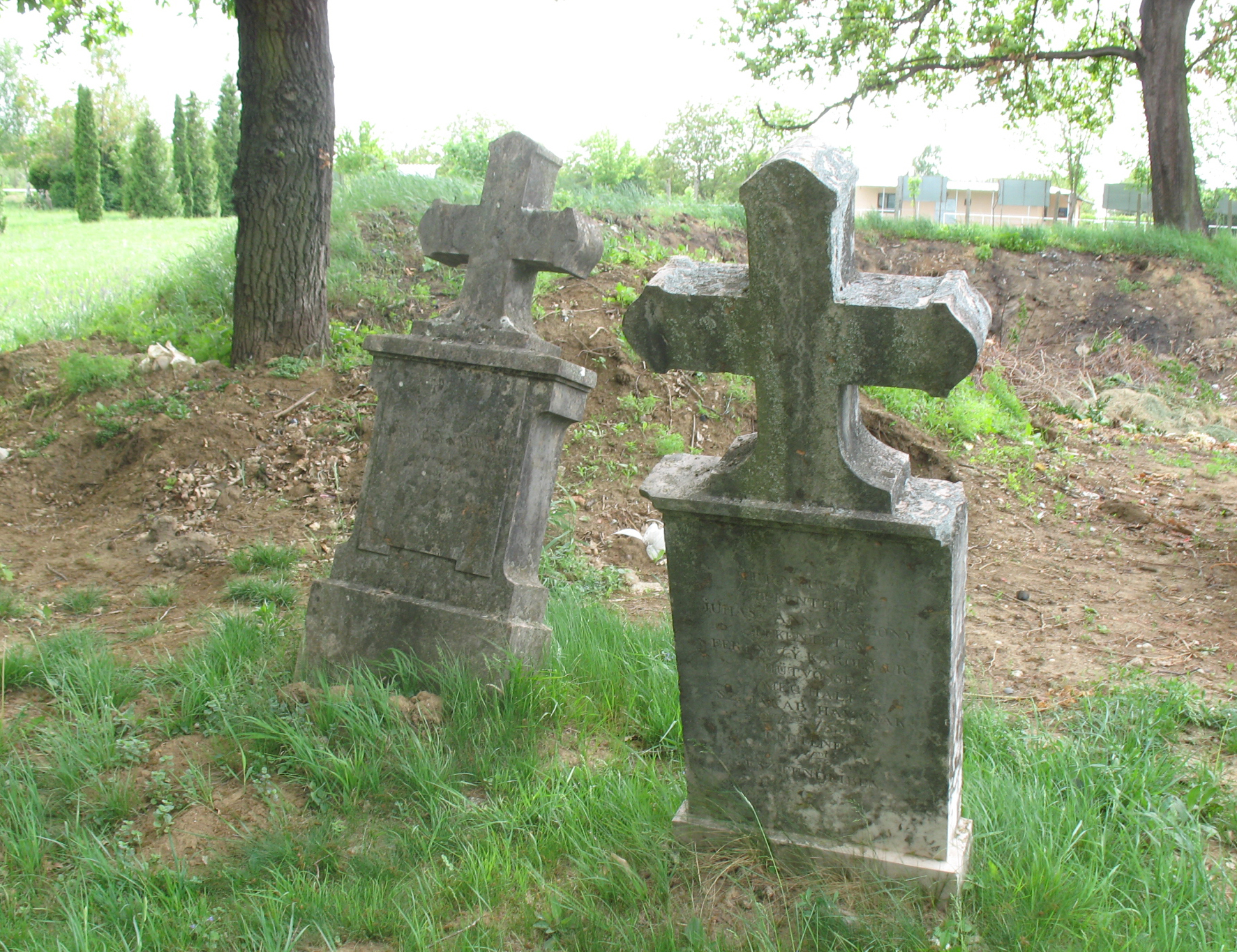
Ferenczy Károly és felesége Juhász Anna sírja a nemespanni temetőben

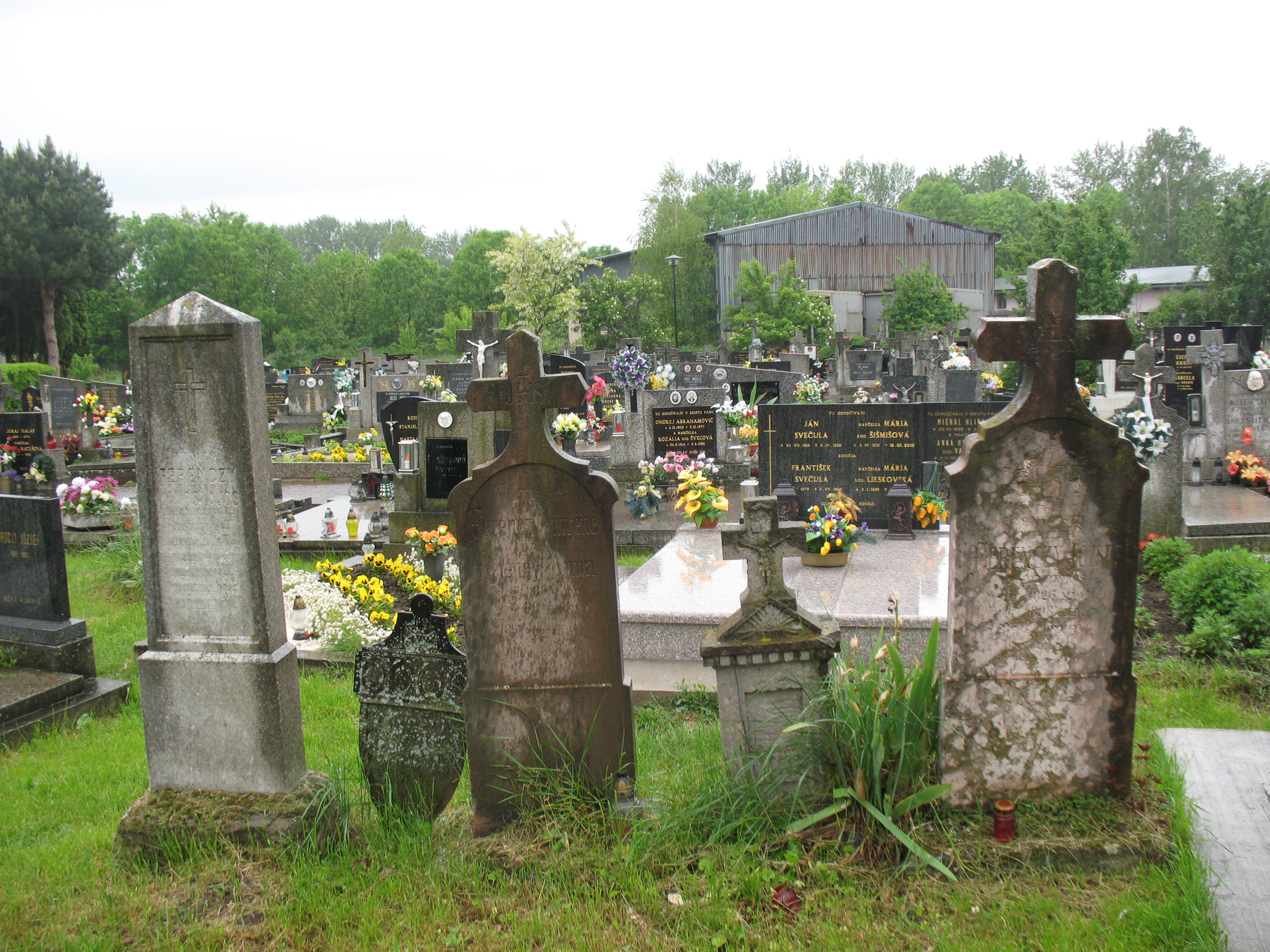
Ferenczy családi sírok az alsószőllősi temetőben

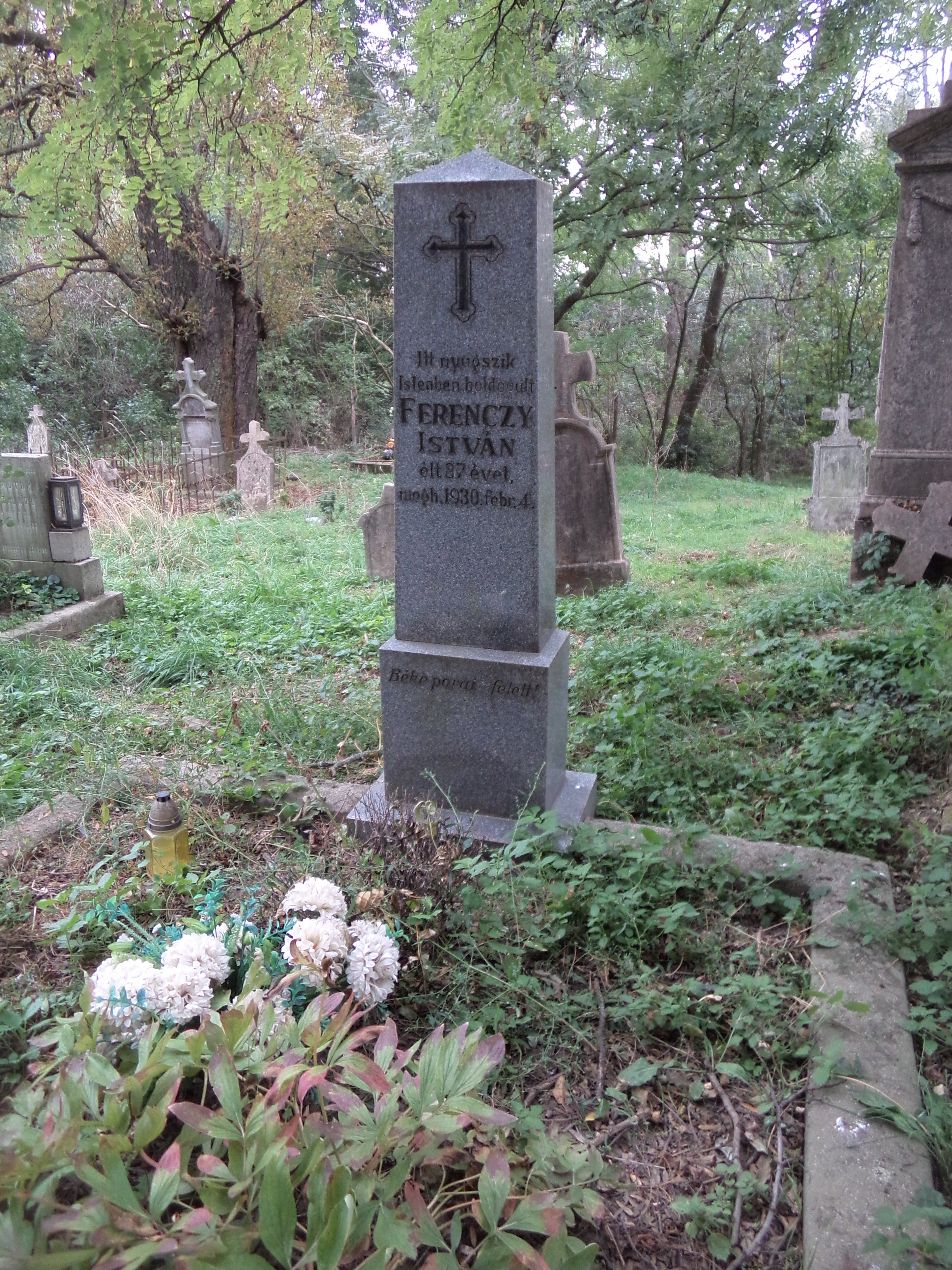
Ferenczy családbeliek a kiscétényi temetőben

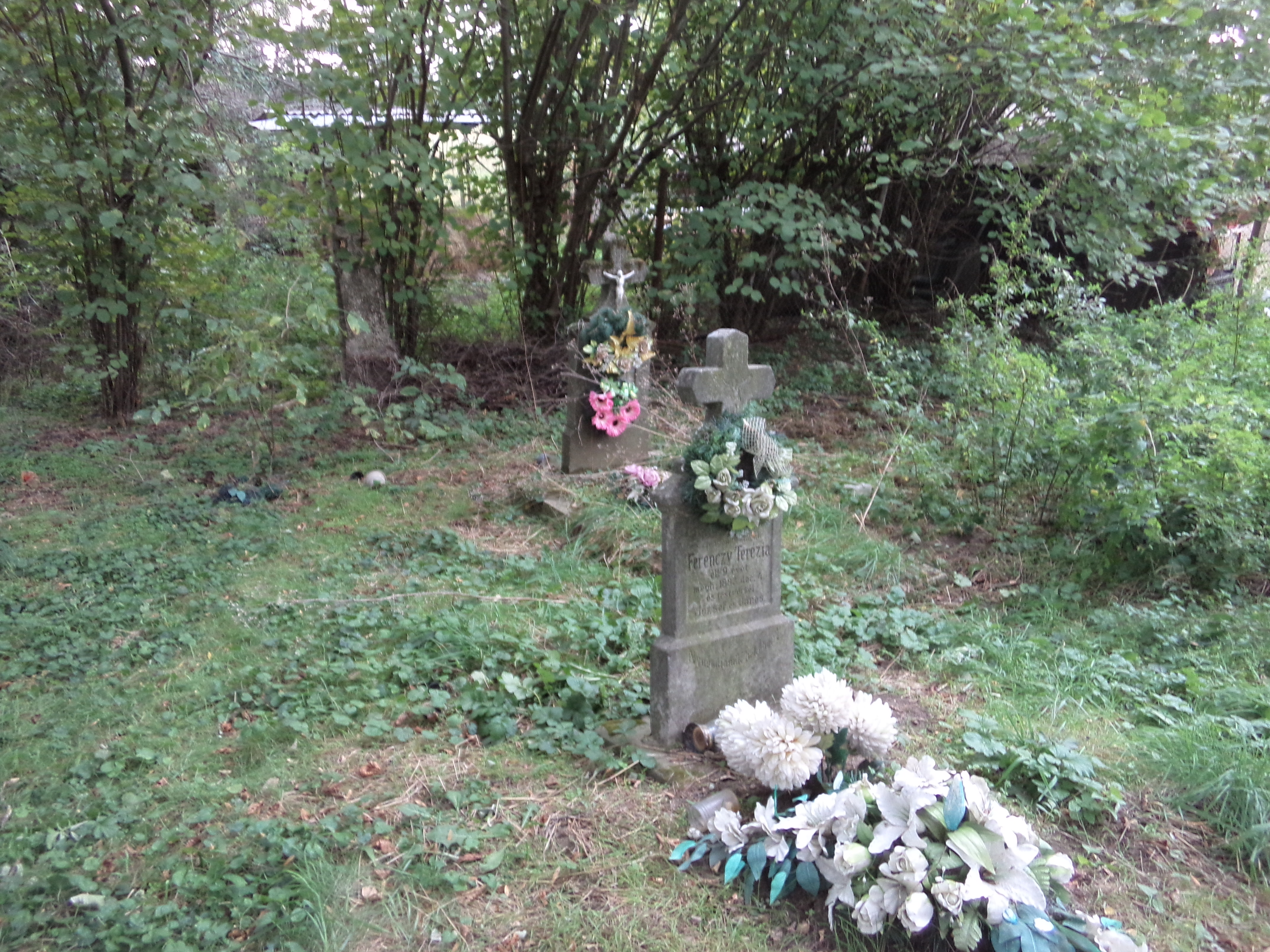
Ferenczy családbeliek a kiscétényi temetőben

A nemespanni Ferenczy család egy Nyitra vármegyei és Verebélyi széki érseki nemesi család.
A családnév egy Ferenc keresztnevű apai ősre utal, s Ferencz formában is megjelenik a korai forrásokban.
1570-ben már az Esztergomi szandzsák hódoltságába tartozó Nemespannon már éltek Ferenczyek (András és Pál).
1608-ban Forgách esztergomi érsektől Panyi Balázs után a Cékus, Ferenczy, Kristóf, Orly, Panyi, Szabó és Szánthó családok kaptak Nemespannra adományt. Nyitra vármegyében több ilyen nevű nemesített család is élt (1616, 1654), rokonsági kapcsolataik azonban nem ismertek.
Bacskády Ferenc özvegye Ferenczy Erzsébet 1652-ben, fiai Zsigmond, János és Sándor nevében örökösödési szerződést köt a Kereskényi családdal Kiskalászon, Mártonfalván, Oroszin, Pannon, Ürményben és Veszelén lévő birtokaikat illetően. A nemespanni Bacskády család birtokügyi iratai, melyek a Dabis, Ferenczy, Huszár és Magyar családokat is érintették, rokonság révén a Pallya családhoz kerültek.
1664-ben Nemespannon István és Albert, Lapásgyarmaton János és István szerepelt a török adóösszeírásban. 1682-ben Hamar Fruzsina végrendeletében Ferenczy István mint a verebélyi szék szolgabírója jelenik meg. 1699-ben Ferenczy János szerzett adományt Nemespann mindhárom osztályában, de valószínűleg András (a Fölső Osztályban vezetve) is anyagi részt vállalt az adomány megszerzésében. Az 1752-es dikális összeírásban Nemespannon Imre szerepelt. 1754-ben adományt kaptak Csáky Miklós érsektől nemespanni birtokrészükre. Leszármazásukat 1780-ban vizsgálták.
Az 1767–1774 közti úrbérrendezés időszakában Nemespannon csupán Balogh Sándor és Ferenczy Mihály birtokosok 1-1 házatlan zsellérét említik.
Nemességüket több vármegyében is kihirdették és címert is használtak, melyet több helyütt is közöltek. Nyitra vármegyétől 1802-ben kaptak nemesi bizonyságlevelet és az 1782-es és 1792-es nemesi összeírásban is szerepelnek. Az egyik legkorábbi ismert és legvagyonosabb nemespanni család volt. Különböző hivatalokat viseltek a verebélyi széken belül. A család egyik ága Nyitraivánkára is elszármazott Ferenczy István révén aki a Vitéz családba házasodott be a 18. század elején. A Heves vármegyei ágból Pest vármegyébe is átszármaztak, ahol 1844-ben hirdették ki nemességüket.

## Neves családtagok

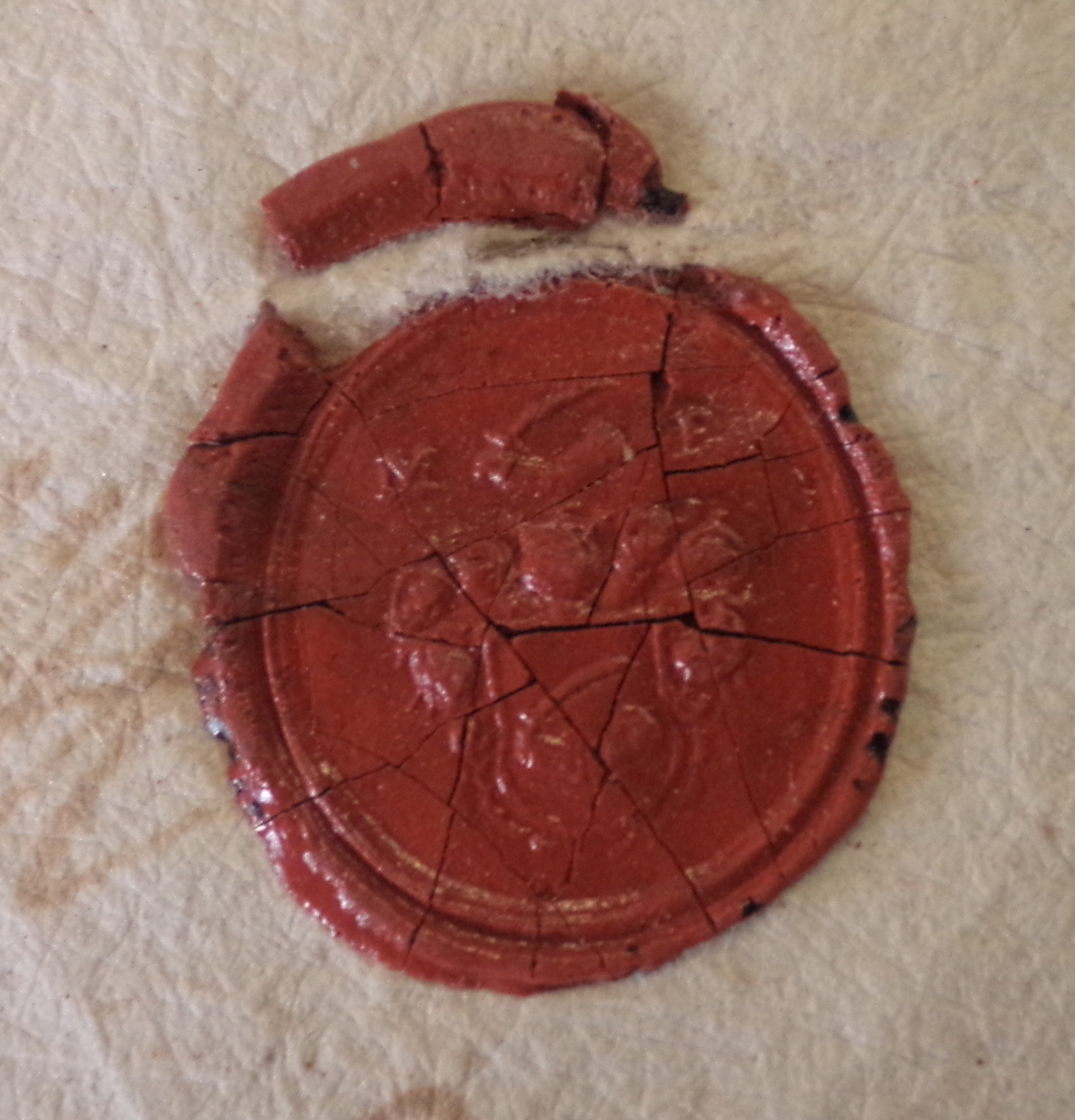
Ferenczy Mihály szolgabíró pecsétje 1766-ból
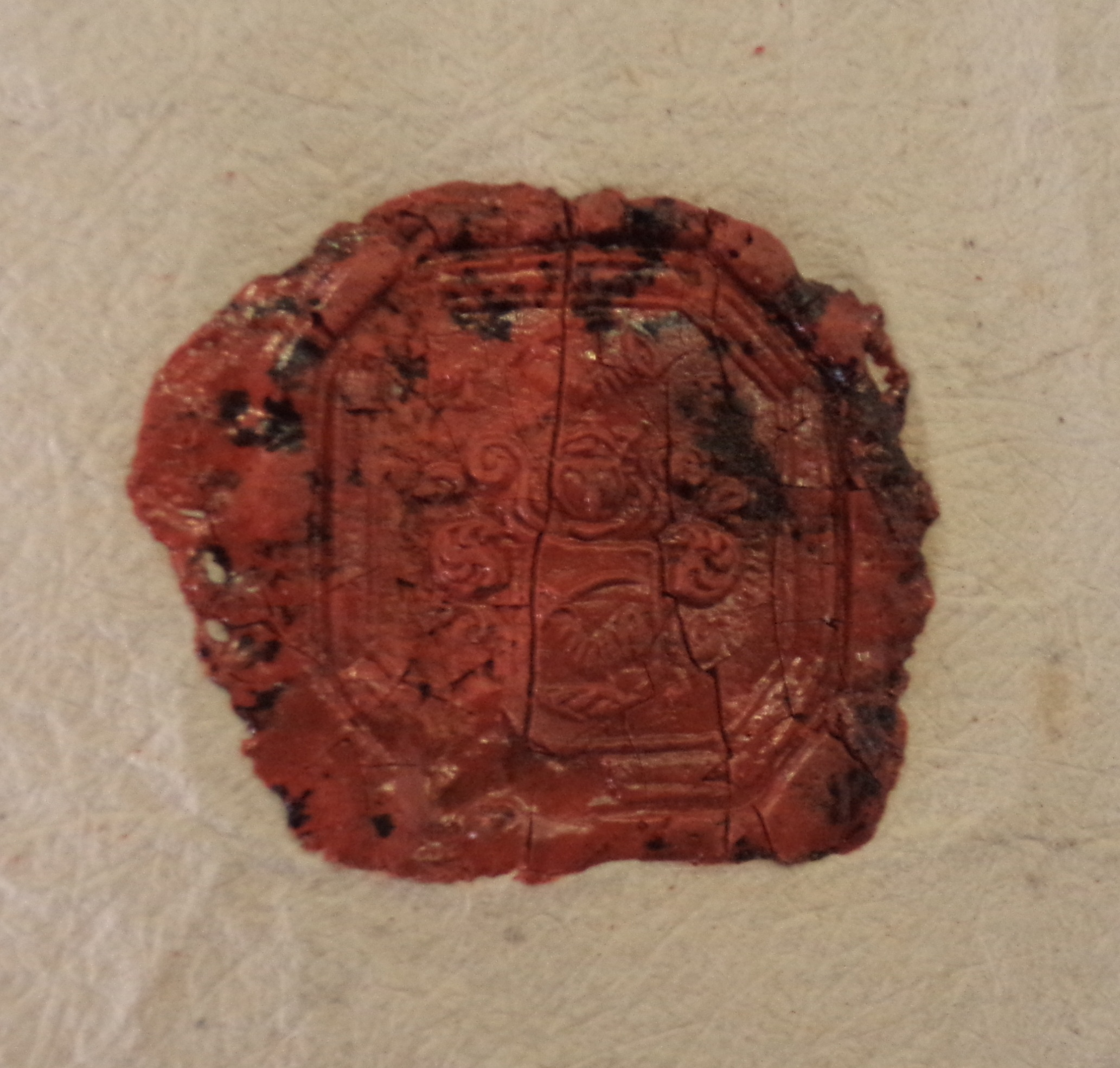
Ferenczy Mihály szolgabíró pecsétje 1777-ből

- Ferenczy István 1682-ben a verebélyi szék szolgabírója
- Ferenczy Mihály a verebélyi szék szolgabírója a 18. század 20-as éveiben
- Ferenczy Mihály a verebélyi szék szolgabírója a 18. század 60-as, 70-es éveiben és 1780-ban
- Ferenczy Imre a verebélyi szék esküdtje a 19. század 20-as és 30-as éveiben
- Ferenczy Károly 1832-ben verebélyi széki táblabíró, kéri járásbeli gyám[16]
- Ferenczy Eugen (Jenő Sándor; 1818-1889), Károly fia, földbirtokos, ügyvéd, nyitra vármegyei bizottsági tag[17]
- Ferenczy Izabella (1835-1890) operaénekesnő.